# Toulouse Business School
A Toulouse Business School, no passado chamada Escola Superior de Comércio de Toulouse (em francês: École Supérieure de Commerce de Toulouse), é uma escola de comércio europeia com campi em Toulouse, Paris, Londres, Barcelona e  Casablanca.. Fundada em 1903.

## Descrição
A TBS Toulouse possui tripla acreditação; AMBA, EQUIS e AACSB. A escola possui cerca de 30.000 ex-alunos, representando mais de 75 nacionalidades. Entre seus ex-alunos estão Nicolas Todt (CEO ART Grand Prix). A escola é conhecida por seus graus na aviação (em parceria com a École nationale de l'aviation civile).

## Programas
A TBS Toulouse  possui mestrado em Administração e várias outras áreas, tais como Marketing, Finanças, Mídia e Recursos Humanos. Possui também um MBA Executivo, o qual se assemelha a um MBA em tempo pleno. Finalmente, a TBS Toulouse também possui programa de doutorado (PhD). Seu MBA executivo é considerado como o 100.º melhor do mundo.